# کیزویل (جورجیا)
کیزویل، جورجیا (به انگلیسی: Keysville, Georgia) یک شهر در ایالات متحده آمریکا با جمعیت ۳۳۲ نفر است که در جورجیا واقع شده‌است.

## موقعیت جغرافیایی
موقعیت جغرافیایی شهرها و مناطق اطراف به شرح زیر است: